# Луцій Муммій
Луцій Муммій Ахаїк (лат. Lucius Mummius Achaicus, ? 193 р. до н.е.—після 140 до н. е.) — політичний, державний та військовий діяч Римської республіки, консул 146 року до н. е. Походив з плебейського роду Мумміїв. У 154 році до н. е. став претором, у 153 році до н. е. як пропреторську провінцію отримав Дальня Іспанія, де з успіхом воював проти лузітан. За це отримав від римського сенату тріумф.
У 146 році до н. е. його обрано консулом разом з Гнеєм Корнелієм Лентулом. Брав участь в Ахейській війні. Спочатку він розбив Діейя, стратега союзу, а згодом захопив головне місто Ахейського союзу Коринф. Муммій зруйнував місто, а усе населення, що залишилося у живих, наказав продати у рабство. У 145 році як провінцію отримав Елладу. Під час своєї каденції упорядкував керування новою провінцією Римської республіки. Того ж року отримав другий тріумф і когномен Ахаїк.
У 142 році до н. е. обраний цензором разом з Сципіоном Еміліаном. Втім швидко погиркався із колегою, тому цензура пройшла безрезультатно.

## Походження
Луцій Муммій походив з плебейського роду Мумміїв. Згідно з Капітолійськими фастами , його батько і дід носили преномен Луцій. Його батько Луцій Муммій був народним трибуном у 187 р.до н.е. і претором 177 р., а тому вважався «новою людиною». Його брат Спурій Муммій був відомим інтелектуалом та дипломатом

## Ранні роки та початок кар'єри
В історіографії приблизною датою народження Луція Муммія вважається 193 р. до н.е., зважаючи на вимоги закону Віллія щодо зайняття посади претора. Перші згадки в джерелах датуються 153 р. до н.е., коли його призначили претором. У той час загострилася ситуація в Іспанії. Місцеві жителі лузитани під керівництвом Пуніка та Кайсара почали грабувати землі римських підданих «бластофінікійців», вигнали намісника і вбили 6 тис. римлян. Муммій разом із 14-тисячним військом висадився в Бетиці, неподалік від позицій ворога. Лузитани, своєчасно усвідомивши небезпеку, зненацька атакували римське військо, яке не встигло повністю висадитись на берег і вишикуватись у бойовий порядок, та знищили 9 тис. осіб. Вони заволоділи табором римлян, захопивши безліч зброї та знамен. Варвари ганьбили римлян, носячи захоплені знамена по всій Кельтиберії, що підштовхнуло до повстання ареваків. З рештою 5 тисячами Муммій тримався в таборі, займаючись військовими вправами, і деякий час не робив рішучих кроків, оскільки боявся вийти в поле раніше, ніж зміцнить бойовий дух солдатів, наляканих поразкою. Згодом йому вдалося розбити лузитан і забрати частину награбованого, зокрема і знамена. Поступово претору вдалося зібрати армію з 9 тис. піхотинців та 500 вершників, з якими він рушив на допомогу нумідійському царю Масинісі до Мавретанії в місто Оцилу, яке в той час перебувало в облозі. Муммій знищив близько 15 тис. осіб із числа тих, хто грабував ці землі (хоча ці цифри можуть бути дещо перебільшеними, оскільки така кількість вимагалася від полководців, які претендували на тріумф), звільнив місто від облоги та добив решту лузитанів. Розподіливши між воїнами здобич, яку можна було взяти із собою, решту він спалив, присвятивши богам війни. 
Наступного року (152 р. до н.е.) Луцій Муммій повернувся додому, де був таки удостоєний тріумфу. Але лузитани, в яких з’явився новий здібний вождь Віріат, продовжили війну, і ця обставина дещо знівелювала попередні досягнення Муммія. Тому він став консулом тільки в 146 р., хоча закон Віллія дозволяв стати йому консулом ще у 150 р. до н.е.. 

## Ахейська війна
Луцій Муммій став консулом в 146 р. до н.е. разом із патрицієм Гнеємєм Корнелієм Лентулом. В той час римська армія продовжувала облогу Карфагена, але командування в цій війні Луцію вже не довірили, воно лишилося за попереднім консулом  Публієм Корнелієм Сципіоном Еміліаном. Муммію ж сенат доручив провінцію Грецію. Тут після анексії Римом Македонії посилились антиримські настрої, що призвело до війни з Ахейським союзом. Ще до прибуття Муммія на Балкани пропретор Македонії Квінт Цецилій Метелл здобув ряд перемог над ахейцями та встановив контроль над Середньою Грецією, відтіснивши ворога до Істму. 
Луцій Муммій змінив Метелла, відправивши його назад до Македонії. Консул негайно вирушив до Коринфу з військом, яке нараховувало 23 тис. піхоти і 3,5 тис. кінноти, критських стрільців та підкріплення із Пергаму. Італійці та допоміжні війська стояли на відстані 12 стадій від основних сил. Ахейське військо на чолі с Діеєм поступалось римлянам чисельністю вдвічі (близько 14 тис. гоплітів і 600 кінноти, 12 тис. з яких були звільненими рабами).
У першу ніч ахейці знищили сторожовий загін і, натхнені перемогою, виступили проти римлян в битві при Левкопетрі. У битві нечисленна ахейська кіннота не витримала натиску і втекла. Ахейська піхота хоч і занепала духом через втечу кінноти, проте стійко зустріла переважаючі сили римлян. Ахейці відступили тільки тоді, коли у фланг ударив відбірний римський загін з  1 тис. чоловік. Усе ахейське військо втекло, надалі римляни не зустрічали спротиву. Діей втік до Мегалополя, де, вбивши свою жінку і спаливши свій дім, отруївся.  
Після перемоги під Левкопетрою Муммій увійшов до Коринфа, майже не зустрівши спротиву. Жінки та діти були продані в рабство, витвори мистецтва були вивезені, включаючи безліч мармурових і бронзових статуй, картин художників. Доволі суперечливими є відомості про ставлення Луція Муммія до мистецтва. У праці Велея Патеркула зазначалось, що «Консул Луцій Муммій був таким невігласом, що коли після взяття Коринфу завантажував для відправки до Італії статуї та картини, створені руками видатних майстрів, він велів попередити супроводжуючих, що якщо вони їх загублять, то мають повернути нові. Полібій описував, що консул виставив на огляд в храмі Цецери одну із робіт Арістіда, яка зображала Діоніса (згодом згоріла під час пожежі в храмі Цецери), а більшість предметів з Коринфа потрапили до Риму і сусідніх міст, оскільки Муммій, будучи більше великодушною людиною, ніж поціновувачем мистецтва, легко віддавав предмети тим, хто просив його про це. Так, наприклад, він простив Лукуллу неповернуті статуї, які потім прикрасили храм Фортуни, оскільки зовсім не цікавився ними. А Пліній Старший повідомляє, що іноземні картини вперше отримали широке визнання саме завдяки Луцію Муммію. Справа в тому, що коли під час розпродажу здобичі цар Атал купив картину Арістіда «Отець Лібер» за 600 тис. динаріїв, Муммій, вражений ціною, запідозрив у картині якесь достоїнство, саме йому не відоме, вимагав повернути її, незважаючи на скарги Атала, і виставив її в храмі Цецери. Це, певно, була перша іноземна картина, виставлена в Римі для загального огляду.  
Коринф за прямим приказом сенату було знищено (можливо, через те, що був єдиним крупним центром на Балканах, який міг конкурувати з римськими купцями), всі союзи (Ахейський, Локридський, Беотійський, Евбейський) були розпущені. Міські общини ізолювались. Демократичні конституції скасовувалися і запроваджувався цензовий устрій. Більша частина Греції перетворилася на частину Македонської провінції. Розправа над містом як головною цитаделлю спротиву була показовим репресивним заходом, щоб назавжди відбити у греків бажання бунтувати  проти Риму. Безпосередня участь Луція Муммія в цій трагедії не підтверджена, але й не спростована істориками. 

## Останні роки
У 145 р. до н.е. Луцій Муммій повернувся до Риму, де відсвяткував свій другий тріумф та на якому було пронесено безліч картин, бронзових та мармурових статуй. На честь своєї перемоги Луцій Муммій отримав агномен «Ахаїк». У 142 р. до н.е. його разом із Корнелієм Сципіоном Еміліаном обирають цензорами. Діяльність їх на цьому посту була вкрай складною, оскільки обидва цензори діяли кожен у власних інтересах. Так, Цицерон зазначав, що коли Сципіон розжалував Азелла із патриціїв в ерарії (заможних римлян), то Муммій повернув йому колишнє достоїнство. 
Термін цензури закінчився 141 року до н.е., і після 140 року до н.е. Муммій не згадується в джерелах, швидше за все він помер незабаром після завершення повноважень. 

## Оцінки
Цицерон у трактаті «Брут» визначає Луція Муммія як другорядного, простого і «старомодного» оратора серед сучасників Лелія та Гальби.  
Секст Аврелій Віктор називав Луція дуже обережною людиною, а Сципіон сказав про нього: «Що мені дали колегу, що ні, все одно».

## Нащадки
У Плінія Старшого згадується дочка Луція. У «Римській історії» Аппіана згадується людина на ім’я Муммій, легат Красса— можливо, нащадок завойовника Греції. По жіночій лінії з роду Мумміїв походить імператор 68-69 рр. Сервій Спульцій Гальба. 